# Gardenia brighamii
Gardenia brighamii H.Mann, 1867 è una pianta appartenente alla famiglia delle Rubiacee, endemica delle Hawaii.
Si trova nelle foreste tropicali secche ad 350–520 m di altitudine, situate sulle isole Maui, Moloka'i, O'ahu e Lāna'i e sull'Isola di Hawaii.

## Conservazione
La Lista rossa IUCN classifica Gardenia brighamii come specie in pericolo critico di estinzione (Critically Endangered).